# Abele De Blasio
Abele De Blasio (Guardia Sanframondi, 5 settembre 1858 – Napoli, 5 aprile 1945) è stato un antropologo italiano.

## Biografia
Si laureò in medicina a Napoli, dove esercitò la professione, oltre a specializzarsi in chimica farmaceutica e scienze naturali, interessandosi di botanica, antropologia, criminologia, paletnologia e etnologia.
Fu allievo di Giustiniano Nicolucci e seguace delle teorie di Cesare Lombroso. Insegnò all'Università di Napoli antropologia generale, ed ebbe le cattedre di antropologia pedagogica e di ortofrenia. Collaborò all'allestimento del Museo di Antropologia, fondò una scuola pedagogica e un ufficio antropometrico.
Le sue ricerche, raccolte in oltre duecento pubblicazioni, riguardarono argomenti come la camorra (Usi e costumi dei camorristi, 1897), l'aspetto fisico dei delinquenti, sulla base delle teorie lombrosiane, i tatuaggi, le streghe di Benevento, le mummie e vari aspetti dell'omosessualità. Si occupò inoltre di indagare i modi di vita di categorie disagiate, indagando parallelamente le patologie cliniche che vi si riscontravano con maggiore frequenza. (Grembiule di Venere in una prostituta italiana, 1918; Secrezione lattea nei pederasti passivi), pubblicato sul periodico torinese Archivio di antropologia, criminologia, psichiatria e medicina legale) e si interessò dei comportamenti animali, messi a confronto con quelli umani (Criminalità in animali domestici e Amori anomali in animali domestici).
Fu inoltre autore di studi sulle località in cui era nato.
Nel suo paese natale gli ha dedicato il locale Circolo Didattico e la strada che dal Municipio porta all'Edificio Scolastico.